# Aspila adaucta
Aspila adaucta är en fjärilsart som beskrevs av Butler 1878. Aspila adaucta ingår i släktet Aspila och familjen nattflyn. Inga underarter finns listade i Catalogue of Life.